# Хомороду де Жос (Сату Маре)
Хомороду де Жос (рум. Homorodu de Jos) насеље је у Румунији у округу Сату Маре. Oпштина се налази на надморској висини од 150 m.

## Становништво
Према подацима из 2002. године у насељу је живело 366 становника.

### Попис2002.
| Расподела становништва по националности 2002.‍ | Расподела становништва по националности 2002.‍ | Расподела становништва по националности 2002.‍ | Расподела становништва по националности 2002.‍ | Расподела становништва по националности 2002.‍ |
| --------------------------------------------- | --------------------------------------------- | --------------------------------------------- | --------------------------------------------- | --------------------------------------------- |
|                                               |                                               |                                               |                                               |                                               |
| Румуни                                        | Румуни                                        |                                               | 312                                           | 85,2%                                         |
| Мађари                                        | Мађари                                        |                                               | 27                                            | 7,4%                                          |
| Немци                                         | Немци                                         |                                               | 27                                            | 7,4%                                          |